# جرالد آر. مولن
جرالد رابرت " جری " مولن (به انگلیسی: Gerald Robert "Jerry" Molen) معروف به جرالد آر. مولن. (زاده ۶ ژانویه ۱۹۳۵) یک تهیه‌کننده فیلم آمریکایی است. او با استیون اسپیلبرگ همکاری نزدیکی داشته‌است، پنج فیلم را باهم تهیه کرده‌اند.

## فیلمشناسی
- توتسی ۱۹۸۲ (مدیر تولید واحد)
- داستان سرباز (۱۹۸۴) (مدیر تولید واحد)
- رنگ بنفش (۱۹۸۵) (مدیر تولید واحد)
- * باتری‌های موجود (۱۹۸۷) (تولیدکننده متخصص)
- مرد بارانی(۱۹۸۸)
- روزهای تندر (۱۹۹۰) (تهیه‌کننده اجرایی)
- هوک (۱۹۹۱) (تولیدکننده)
- پارک ژوراسیک (۱۹۹۳) (تولیدکننده)
- فهرست شیندلر (۱۹۹۳) (تولیدکننده)
- عصر حجری‌ها (۱۹۹۴) (تهیه‌کننده اجرایی)
- کاسپر (۱۹۹۵) (تهیه‌کننده اجرایی)
- اثر تریگر (۱۹۹۶) (تهیه‌کننده اجرایی)
- گردباد ۱۹۹۶ (تهیه‌کننده اجرایی)
- جهان گمشده: پارک ژوراسیک (۱۹۹۷) (تولیدکننده)
- طرف دیگر بهشت (۲۰۰۱) (تولیدکننده)
- گزارش اقلیت (۲۰۰۲) (تولیدکننده)
- افسانه جانی لینگو (۲۰۰۳) (تولیدکننده)
- فراتر از تخته سیاه (۲۰۰۱) (تهیه‌کننده اجرایی)
- ۲۰۱۶: آمریکا اوباما (۲۰۱۲) (تولیدکننده)
- آمریکا: تصور کنید جهان بدون او (۲۰۱۴) (تولیدکننده)
- اکثراً (۲۰۱۵) (تولیدکننده)
- آمریکا هیلاری: تاریخ مخفی حزب دموکرات (۲۰۱۶) (تولیدکننده)
- مگ (۲۰۱۸) (تهیه‌کننده اجرایی)
- مرگ یک ملت (۲۰۱۸)